# Oficina del Parlamento Europeo en Barcelona
La Oficina del Parlamento Europeo en Barcelona es una de las 32 oficinas de enlace del Parlamento Europeo responsables de la ejecución a nivel local de las actividades de comunicación institucional, con el objetivo de garantizar que los ciudadanos se acerquen a esta institución y participen en el proceso democrático europeo. Actualmente, el Parlamento Europeo cuenta con oficinas de enlace en las capitales de los 27 estados miembros y en ciudades de los cinco países con mayor población: Barcelona, Munich, Milán, Marsella y Breslavia; además de dos fuera de la UE (Londres y Washington).
Las oficinas de enlace dependen de la Dirección General de Comunicación (DG COMM), que tiene como objetivo comunicar la naturaleza política del Parlamento Europeo y la labor que desarrollan sus miembros.

## Historia

### Las oficinas de enlace del Parlamento Europeo
En 1998, la Mesa del Parlamento Europeo aprobó la decisión de crear cuatro oficinas regionales en las ciudades más relevantes y pobladas en los cuatro estados con mayor población: Barcelona, Marsella, Milán y Edimburgo; siguiendo el ejemplo de las ocho oficinas regionales que ya existían de la Comisión Europea (Barcelona, desde 1991; Belfast; Berlín; Cardiff; Edimburgo; Marsella; Milán y Munich).
La Oficina abrió en octubre de 1998 en el Edificio Banco Atlántico de la avenida Diagonal y fue inaugurada el 25 de marzo de 1999  con la participación de lo que en ese momento era presidente del Parlamento Europeo, José María Gil-Robles. En marzo de 2002 se trasladó su sede conjuntamente con la Representación de la Comisión Europea en Barcelona a su ubicación actual, en Paseo de Gracia 90, delante de la Pedrera, en un acto inaugural que contó con la participación del presidente del Parlamento Europeo, Pat Cox, el presidente de la Comisión Europea, Romano Prodi, el presidente del Parlamento de Cataluña, Joan Rigol, el ministro de Asuntos Exteriores de España, Josep Piqué, y el alcalde de Barcelona, Joan Clos.

### Evolución
La misión de la Oficina del Parlamento Europeo en Barcelona es difundir la actividad de la Eurocámara en el territorio, con especial énfasis en las sesiones plenarias y la actividad legislativa de la institución. La Oficina en Barcelona promueve actos impulsados con asociaciones y organizaciones y tiene a disposición del público numerosas publicaciones y materiales informativos sobre el Parlamento y la UE.
A lo largo de los años ha organizado presentaciones, seminarios y debates sobre políticas públicas europeas con la participación de eurodiputados en su sala de actos, el Aula Europa.
La Oficina del Parlamento Europeo en Barcelona estrenó página web el 5 de diciembre de 2008.  La presentación contó con la participación de Alejo Vidal-Quadras (PPE), entonces vicepresidente del Parlamento Europeo, y los eurodiputados Raimon Obiols (S&D), Ignasi Guardans (ALDE) y Raül Romeva (Verdes/ALE). El contenido de la web está disponible en catalán y en castellano. Poco después abriría perfiles propios en diversas redes sociales.

### Actualidad

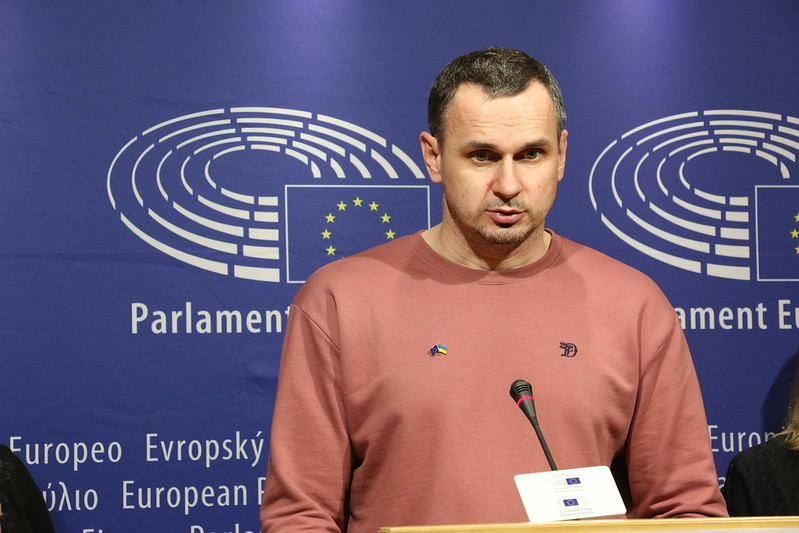
Visita a Barcelona del cineasta ucraniano Oleg Sentsov, galardonado en 2018 con el Premio Sájarov a la Libertad de Conciencia del Parlamento Europeo

La Oficina ejecuta varios programas y acciones de comunicación, entre las que destacan las vinculadas a las elecciones al Parlamento Europeo, los actos relacionados con visitas oficiales,    el programa de Escuelas Embajadoras del Parlamento Europeo, la proyección de los filmes finalistas del Premio del Público LUX al Cine Europeo o las visitas de los galardonados del Premio Sájarov, entre otros.  
Varios galardonados con el Premio Sájarov han estado en Barcelona invitados por la Oficina para explicar sus luchas: Oleg Orlov, presidente de Memorial, y Tatiana Kasátkina, directora ejecutiva del Centro de Derechos Humanos Memorial, en 2009; el ex alcalde de Caracas Antonio Ledezma, en 2018; el cineasta Oleg Sentsov, quien en 2019 participó en el Festival de Cine y Derechos Humanos de Barcelona con la proyección del documental “The Trial: The State of Rusia vs Oleg Sentsov”;  o el portavoz del Movimiento de Resistencia Civil del Lazo Amarillo, Yaroslav Bozhko, en el año 2023.

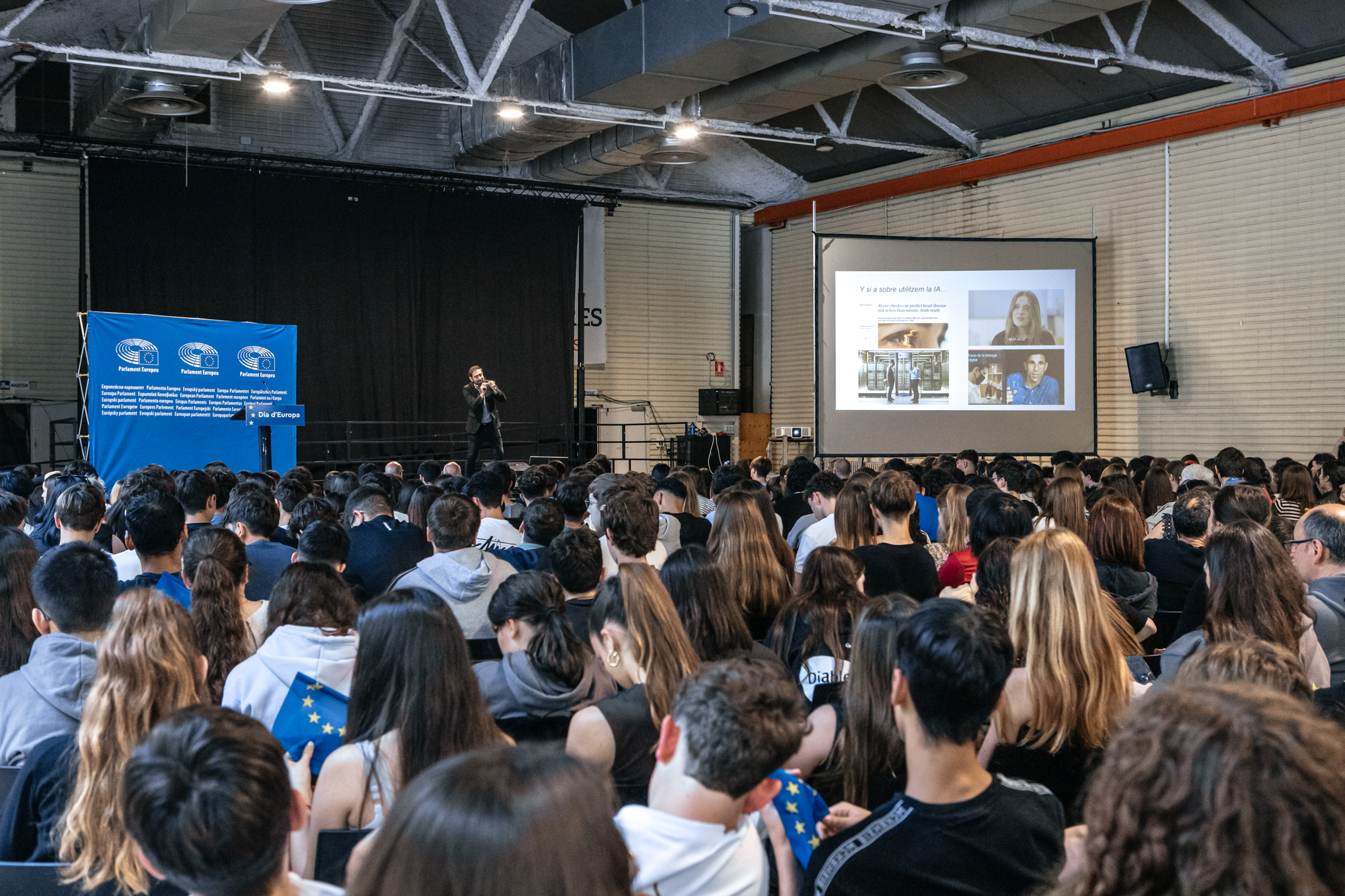
Celebración conjunta del Día de Europa de 2025 con los centros del programa de Escuelas Embajadoras del Parlamento Europeo en el centro cívico Cotxeres de Sants.

En el ámbito educativo, la Oficina coordina el programa Escuelas Embajadoras del Parlamento Europeo, una iniciativa dirigida a centros de secundaria y bachillerato con el objetivo de acercar el funcionamiento legislativo y político de la Unión Europea a los jóvenes. Los centros participantes dedican más de una hora semanal a la enseñanza de materias europeas y a la organización de actividades relacionadas con la ciudadanía europea. Desde 2023, la Oficina organiza anualmente alrededor del 9 de mayo la celebración del Día de Europa con los centros participantes del programa de toda Cataluña.
Además, la Oficina promueve recursos como el Juego de roles del Parlamento Europeo que permite a los estudiantes experimentar de forma práctica la toma de decisiones dentro del Parlamento y entender mejor la democracia parlamentaria europea a través de una simulación.
La Oficina también ha impulsado, conjuntamente con el Observatorio Europeo de Memorias de la Fundación Solidaridad de la Universidad de Barcelona (EUROM), la exposición Mujeres Pioneras de la Unión Europea, que rinde homenaje a diez mujeres que tuvieron un papel clave en la construcción del proyecto europeo y que a menudo han sido olvidadas en el relato oficial, con el objetivo de promover una mirada más inclusiva y diversa de la historia de la Unión. La exposición, itinerante, se inauguró con motivo del Día de Europa en 2023 en el Edificio Histórico de la Universidad de Barcelona y se ha expuesto, entre otros sitios, en el Parlamento de Cataluña, en el espacio La CIBA de Santa Coloma de Gramenet, en ayuntamientos y en centros universitarios de Cataluña.

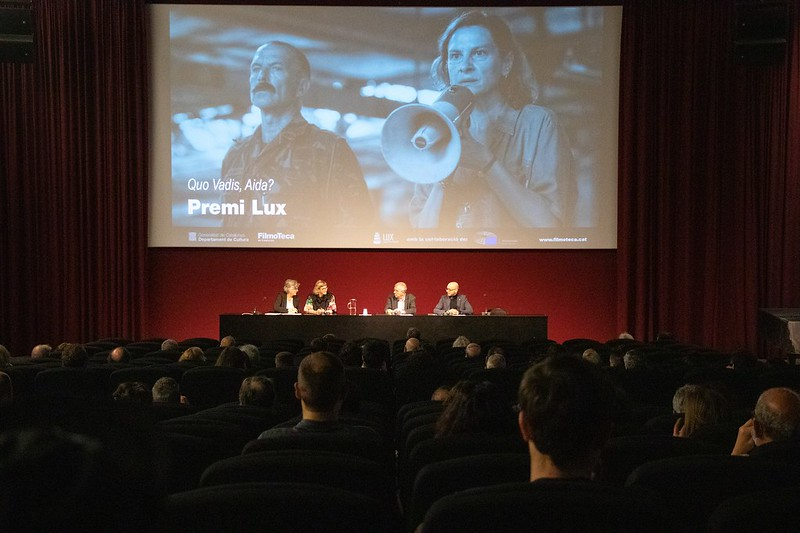
Visita a Barcelona de la directora de la película "Quo vadis, Aida?", Jasmila Žbanić, ganadora del Premio LUX del Público

La Oficina en Barcelona, en colaboración con la Filmoteca de Cataluña, organiza desde 2012 ciclos para que el público pueda ver gratuitamente y votar las películas del Premio LUX del Parlamento Europeo, así como conocer a algunos de los directores de los largometrajes. En 2024 la cineasta vasca Estibaliz Urresola Solaguren presentó “20.000 especies de abejas”, en 2023 la cineasta catalana Carla Simón presentó “Alcarràs”, en 2022 la cineasta bosnia Jasmila Žbanić presentó “Quo Vadis, Aida?", en 2019 Teona Strugar Mitevska presentó “Dios existe y se llama Petrunya”; en 2012 Miguel Gomes presentó “Tabu”; y en 2012  Robert Guédiguian presentó “Las neiges du Kilimandjaro”.

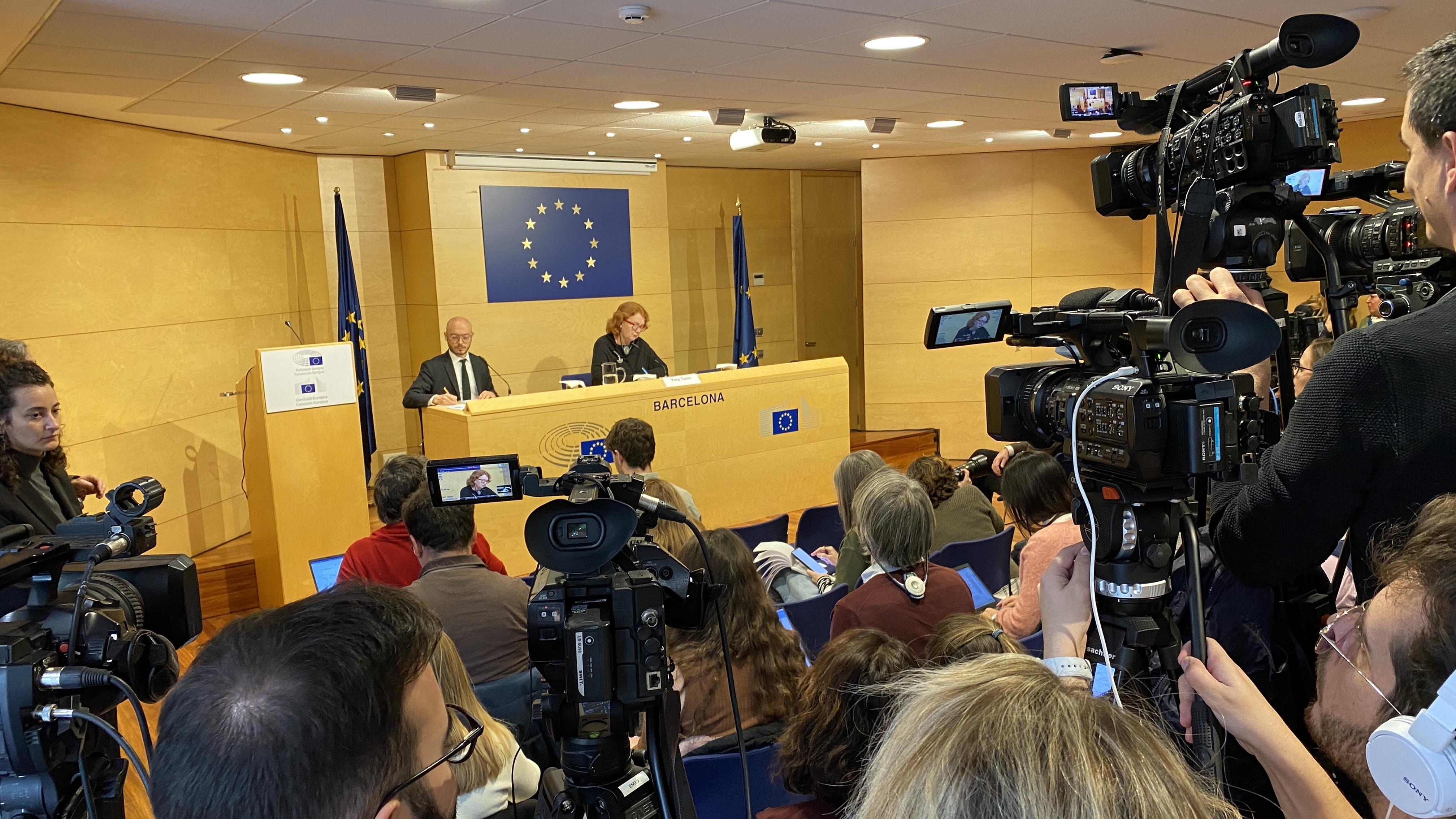
Rueda de prensa de Jana Toom, presidenta de la delegación de la comisión de Peticiones, en la Oficina del Parlamento Europeo en Barcelona

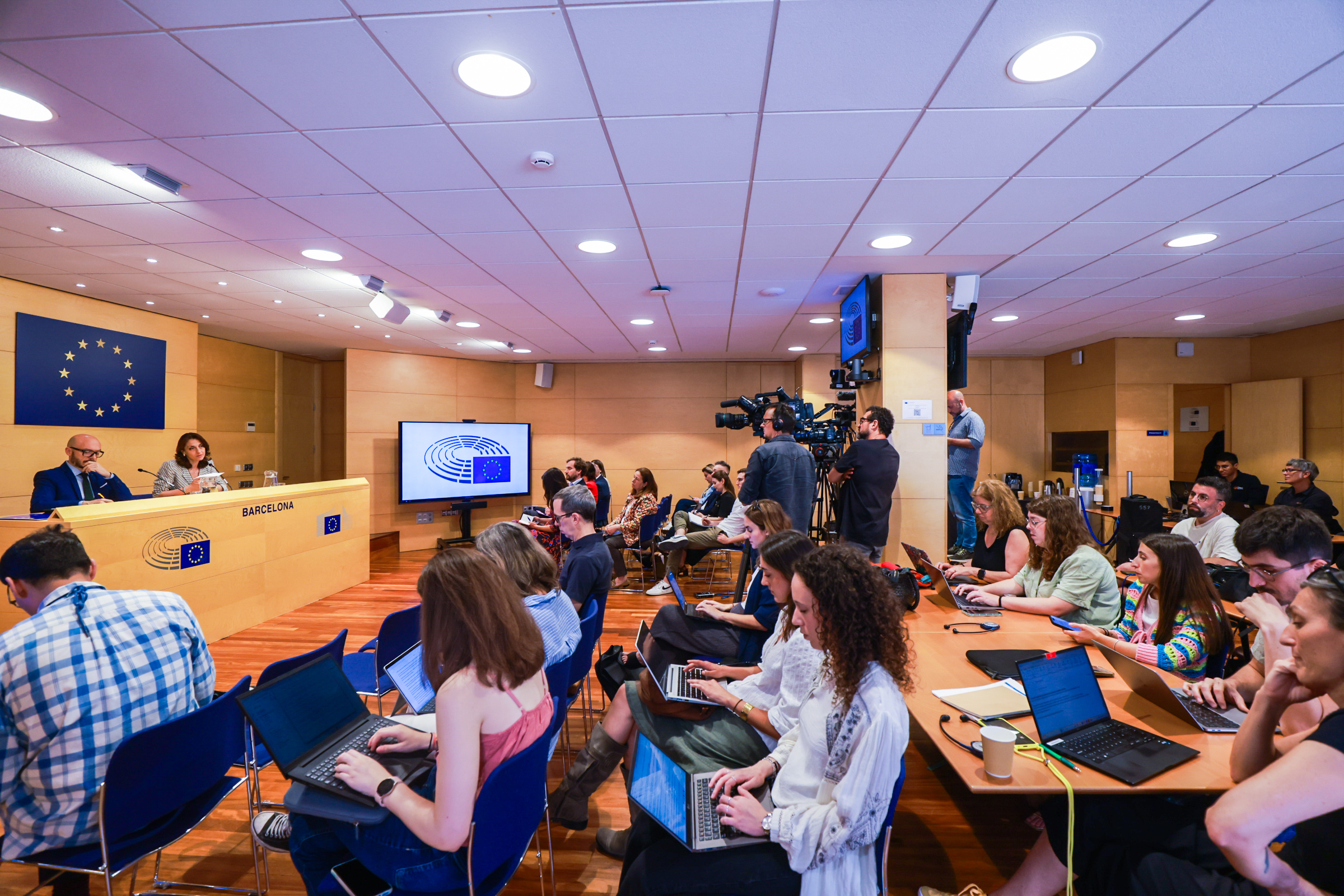
Rueda de prensa de Irene Tinagli, presidenta de la comisión especial sobre la Crisis de la Vivienda y de la delegación de diputados, en la Oficina del Parlamento Europeo en Barcelona

La Oficina también apoya las visitas de delegaciones de comisiones parlamentarias. En diciembre de 2023, una delegación de diputados de la comisión de Peticiones estuvo en Barcelona para estudiar la inmersión lingüística en Cataluña; en mayo de 2025, una comitiva de diputados de la comisión especial sobre Crisis de la Vivienda viajó a Barcelona y Badalona para analizar la problemática de la vivienda con reuniones con instituciones, organizaciones sociales, actores económicos, expertos e investigadores.

### 25 aniversario

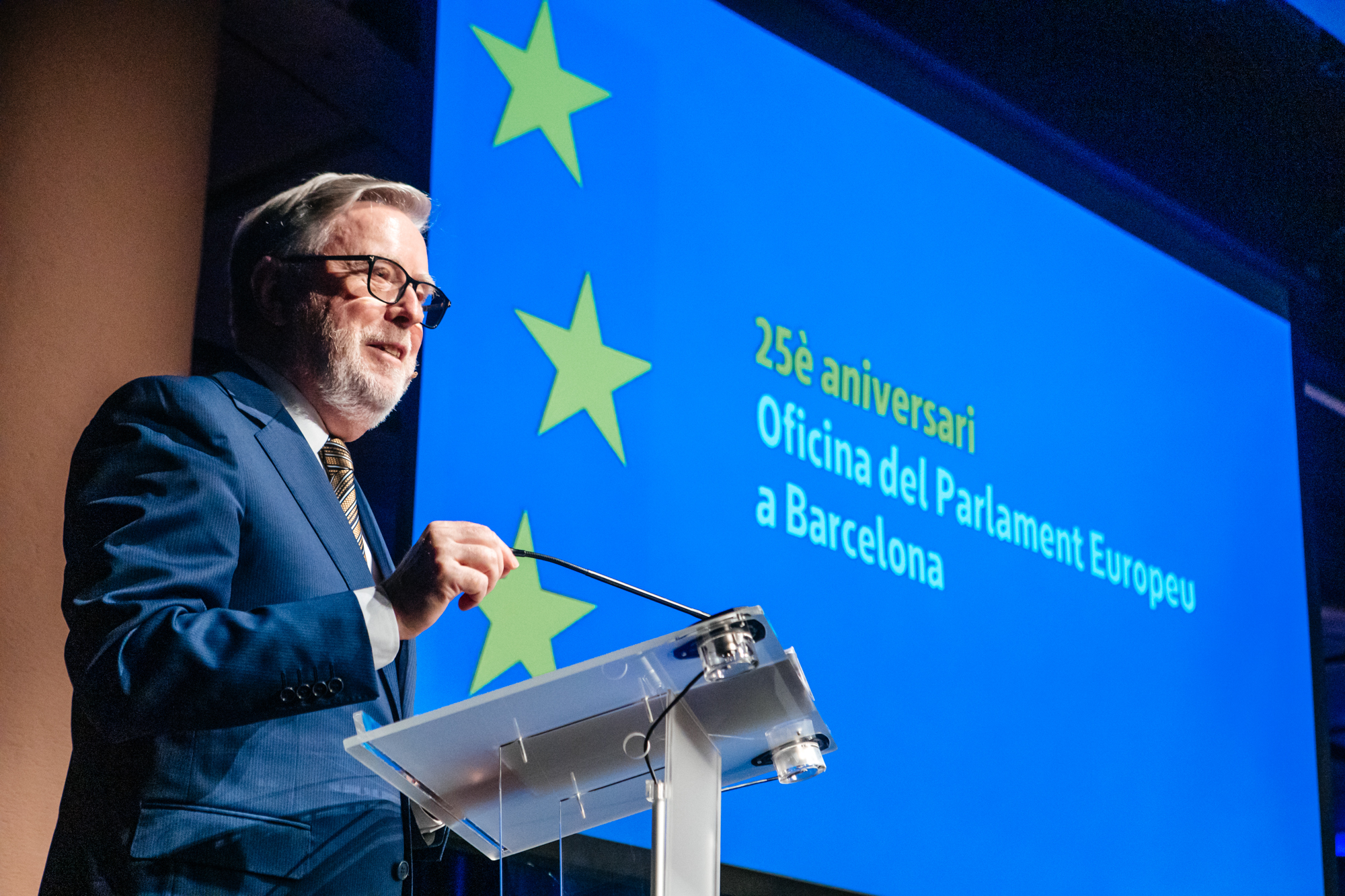
25 aniversario de la Oficina del Parlamento Europeo en Barcelona

El 21 de marzo de 2024 se cumplieron 25 años desde la inauguración de la Oficina del Parlamento Europeo en Barcelona. Para celebrar este aniversario, la Oficina organizó un acto de conmemoración en el auditorio de La Pedrera, con la participación del expresidente del Parlamento Europeo Pat Cox.

## Reconocimientos

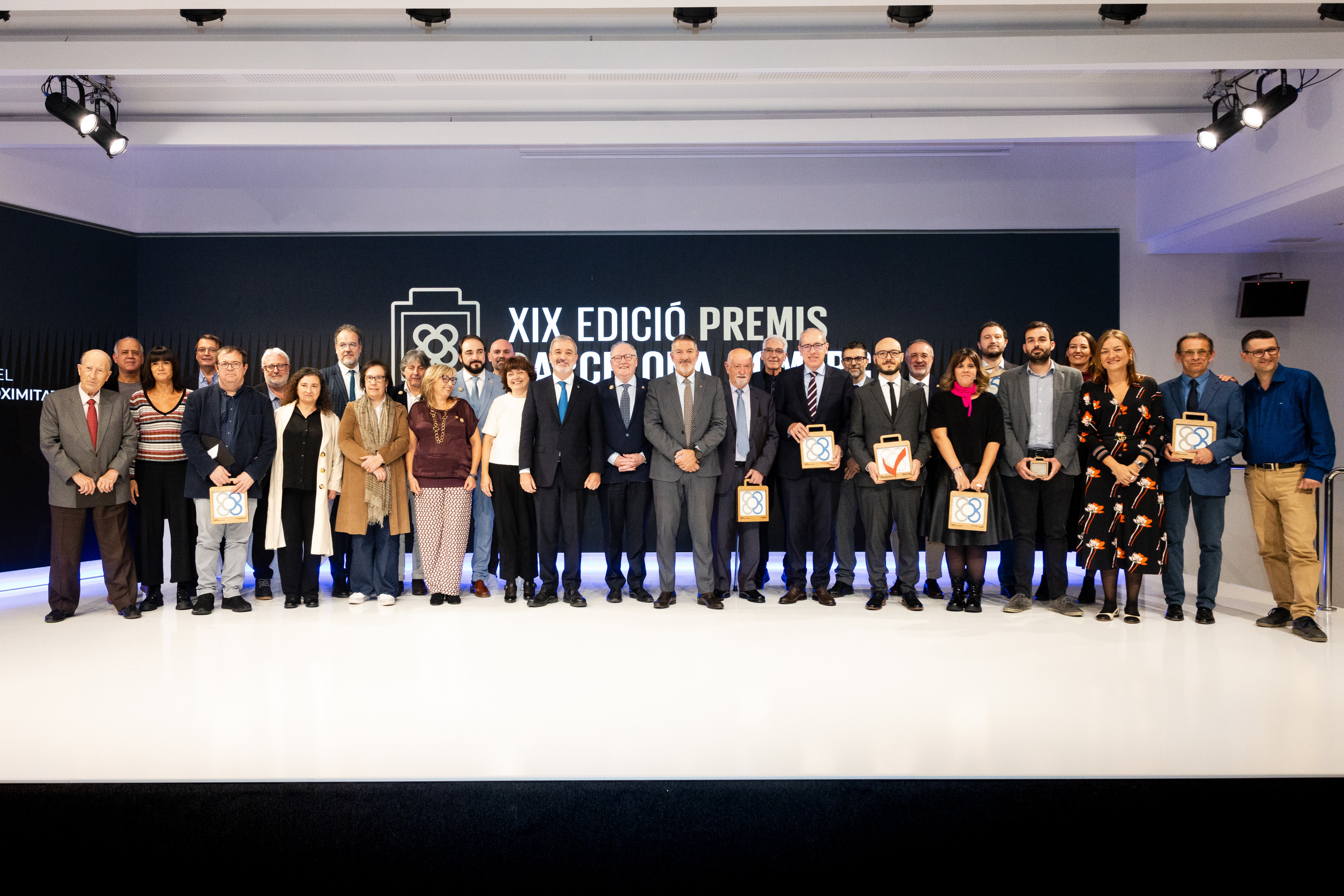
Fotografía de grupo de autoridades y premiados en el acto de entrega de galardones de la XIX edición de los Premios de la Fundación Barcelona Comerç

La Oficina recibió el 12 de noviembre de 2024 el Premio Barcelona al Compromiso Europeo con el Comercio en la XIX edición de los galardones. Instaurados en 2004 por la Fundación Barcelona Comerç, estos premios reconocen el compromiso con el comercio de proximidad. La Oficina del Parlamento Europeo en Barcelona fue reconocida por su apoyo a la propuesta de creación de una Capital Europea del Comercio de Proximidad.